# Ricard Albiñana i Pedrerol
Ricard Albiñana i Pedrerol (El Catllar, Tarragonès, 1917 - Barcelona, 10 de maig de 2008) va ser director de fotografia català de molt renom de pel·lícules espanyoles de les dècades del 1950 i 1960.
En la seva joventut treballà en una impremta on s'imprimia la revista Popular Film, que era del seu cunyat Salvador Torres Garriga. Posteriorment, Ricard Abiñana treballà fent tasques tècniques en pel·lícules on Torres feia de director de fotografia, com Embrujo i Vida en sombras.
El 1955 començà la que seria una llarga carrera de director de fotografia amb la pel·lícula de Joan Lladó El ceniciento. Posteriorment intervingué en una vuitantena de pel·lícules (moltes d'elles curtmetratges), una trentena de les quals produïdes per Ignasi F. Iquino. L'any 1960 entrà a treballar als Estudis de Miramar de Televisió Espanyola. Posteriorment es dedicà al cinema publicitari, on col·laborà amb Jaume J. Puig, per mitjà de diverses empreses que fundà, com "Cine d'Or" o "Vector Albi". Es jubilà de la televisió el 1985.
Diversos familiars seus s'han dedicat al cinema i la televisió: el seu nebot Antoni Millán i Albiñana va ser ajudant de càmera, operador i/o director de fotografia en més de cent pel·lícules, i treballa a Televisió Espanyola del 1979 al 1999. El fill de Ricard Albiñana es diu també Ricard; juntament amb els seus propis fills Ricard i Ramsés (1971), dirigeix la productora de publicitat "Albiñana Films" (1965), una de les més importants i més llorejades internacionalment de Barcelona.